# Lipsothrix fenderi
Lipsothrix fenderi is een tweevleugelige uit de familie steltmuggen (Limoniidae). De soort komt voor in het Nearctisch gebied.